# Leskovec (Chorwacja)
Leskovec – wieś w Chorwacji, w żupanii medzimurskiej, w gminie Štrigova. W 2011 roku liczyła 109 mieszkańców.